# Lasithi

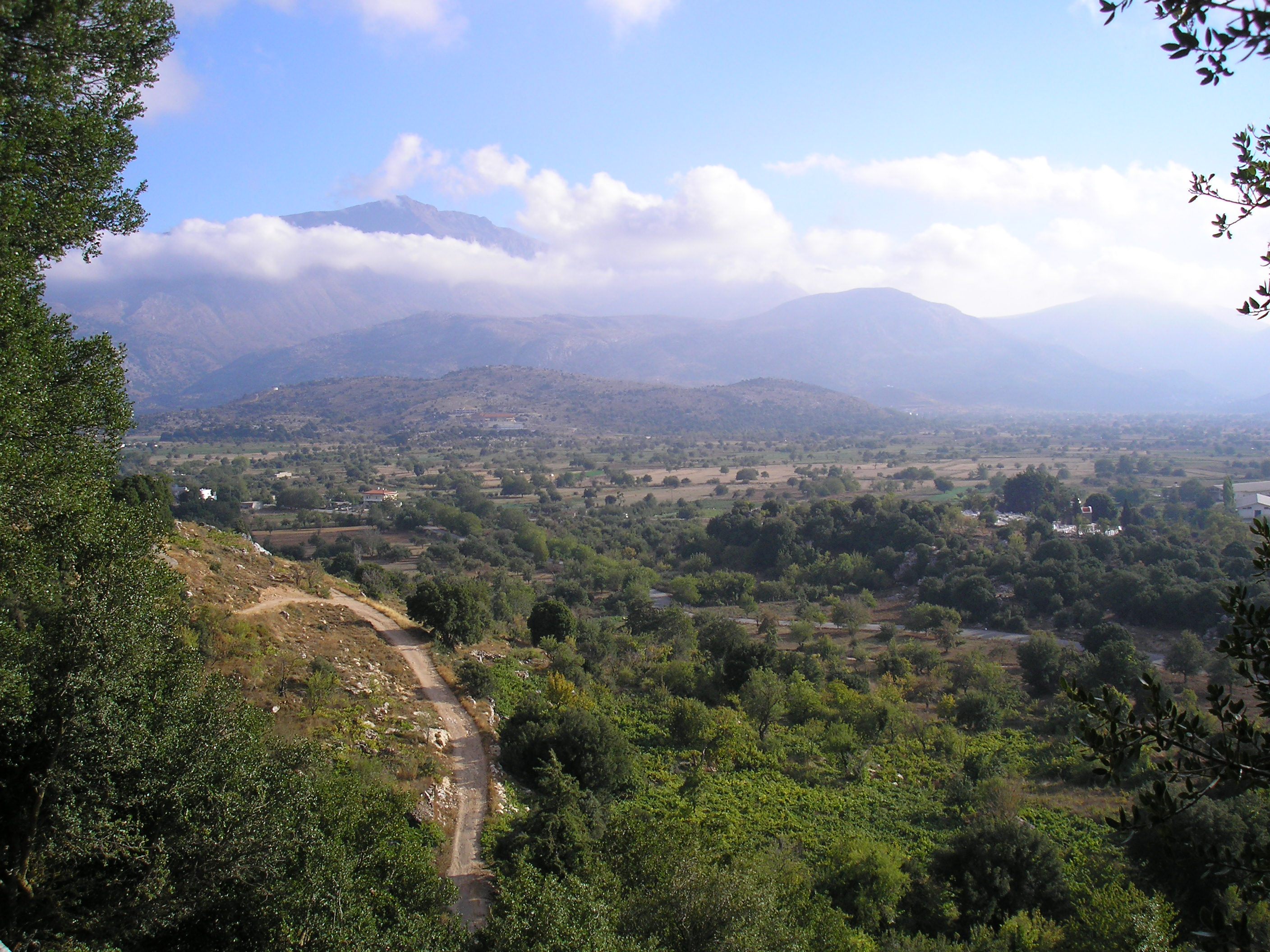
Náhorní plošina Lasithi

Lasithi je náhorní plošina, která se nachází ve středovýchodě Kréty a je její nejúrodnější oblastí. Rozloha je zhruba 60 kilometrů čtverečních. Plošina tvoří území obce Oropedio Lasithiou (název v překladu znamená "Plošina Lasithi"). Pěstují se zde různé zemědělské plodiny. Jarní tání sněhu z okolního pohoří Dikti vytváří bohaté zásoby podzemní vody. V minulosti k zavlažování polí sloužily tisíce větrných čerpadel a planině se tak říkalo planina tisíce mlýnů.
V jihozápadní části náhorní plošiny Lasithi u vesnice Psychró se nachází krápníková Diova jeskyně.